# Terra Apollonius
Terra Apollonius (do latim, literalmente serra Apollonius) é uma das "regiões altas" da Lua localizada entre o Mare Crisium e o Mare Fecunditatis (mais perto desse último).